# بيري أوكلي
بيري أوكلي (بالإنجليزية: Berry Oakley)‏ هو موسيقي أمريكي، ولد في 4 أبريل 1948 في شيكاغو في الولايات المتحدة، وتوفي في 11 نوفمبر 1972 في ماكون في الولايات المتحدة بسبب حادث مرور.

## وصلات خارجية
- بيري أوكلي على موقع IMDb (الإنجليزية)
- بيري أوكلي على موقع الموسوعة البريطانية (الإنجليزية)
- بيري أوكلي على موقع ميوزك برينز (الإنجليزية)
- بيري أوكلي على موقع أول ميوزيك (الإنجليزية)
- بيري أوكلي على موقع ديسكوغز (الإنجليزية)